# Österreichische Naturgesetzpartei
Die Österreichische Naturgesetzpartei ist eine im Jahr 1992 gegründete politische Partei in Österreich, die sich von Maharishis Ideen der Transzendentalen Meditation positive Auswirkungen auf die Gesellschaft erwartet. Gemäß dem Parteiprogramm würde eine Ausbildung von nur 1000 Personen zu „Yogischen Fliegern“ zu einer signifikanten Reduzierung von Kriminalität, Unfallhäufigkeit und Arbeitslosigkeit sowie zu einer merklichen Entlastung des Staatshaushaltes führen.
Die Kirchen und die Bundesregierung warnten vor der Partei und wiesen auf die Nähe zu der von ihnen als „Sekte“ bezeichneten Transzendentalen Meditation hin. In Zeitungsartikeln wurde die ÖNP (die eine klare Trennung kirchlicher und staatlicher Einrichtungen befürwortet) als „politischer Arm eines Gurus“ bezeichnet. Die ÖNP trat bei den Nationalratswahlen 1994 und 1995 sowie bei einigen Landtagswahlen (z. B. Oberösterreich 1997: 879 Stimmen; Steiermark 2000: 1555 Stimmen) an, schaffte aber nie einen Mandatsgewinn.
Ihr bislang bestes Ergebnis bei einer Wahl erreichte die ÖNP bei der Gemeinderatswahl 1995 in Spital am Semmering, wo ein Stimmenanteil von 6,02 % aber auch nicht für einen Platz im Gemeinderat reichte.

## Einzelbelege
1. ↑  Sekten - Wissen schützt. (Memento vom 11. August 2011 im Internet Archive) 2., überarbeitete Auflage 1999, Bundesministerium für Umwelt, Jugend und Familie
2. ↑  Wiener Zeitung: Landtagswahlen Oberösterreich 1997 (Memento vom 8. November 2007 im Internet Archive)
3. ↑  Wiener Zeitung: Landtagswahlen Steiermark 2000 (Memento vom 8. November 2007 im Internet Archive)
4. ↑  https://egov.stmk.gv.at/wahlen/GR1995/GR1995_61300.html